# Furacão Carlos (2009)
O furacão Carlos foi um ciclone tropical que esteve ativo no Oceano Pacífico Nordeste em meados de julho de 2009.
Sendo o quarto ciclone tropical, a terceira tempestade tropical dotada de nome e o segundo furacão da temporada de furacões no Pacífico de 2009, Carlos formou-se em 10 de julho de 2009 a mais de 1.400 km ao sul do extremo sul da Península da Baixa Califórnia. Naquele mesmo dia, Carlos se intensificou para uma tempestade tropical, e para um furacão no dia seguinte. No entanto, por motivos desconhecidos, Carlos se enfraqueceu para uma tempestade tropical em 12 de julho. Carlos manteve sua intensidade até em 14 de julho, quando voltou a ser um furacão, e atingiu seu pico de intensidade, com ventos máximos sustentados de 165 km/h durante a manhã de 15 de julho. A partir de então, Carlos começou a se enfraquecer rapidamente devido às condições meteorológicas menos favoráveis. No dia seguinte, Carlos se degenerou para uma área de baixa pressão remanescente, e o Centro Nacional de Furacões (NHC) emitiu seu aviso final sobre o sistema.
Como Carlos se manteve distante de qualquer região costeira, nenhum impacto relacionado ao furacão foi relatado.

## História meteorológica

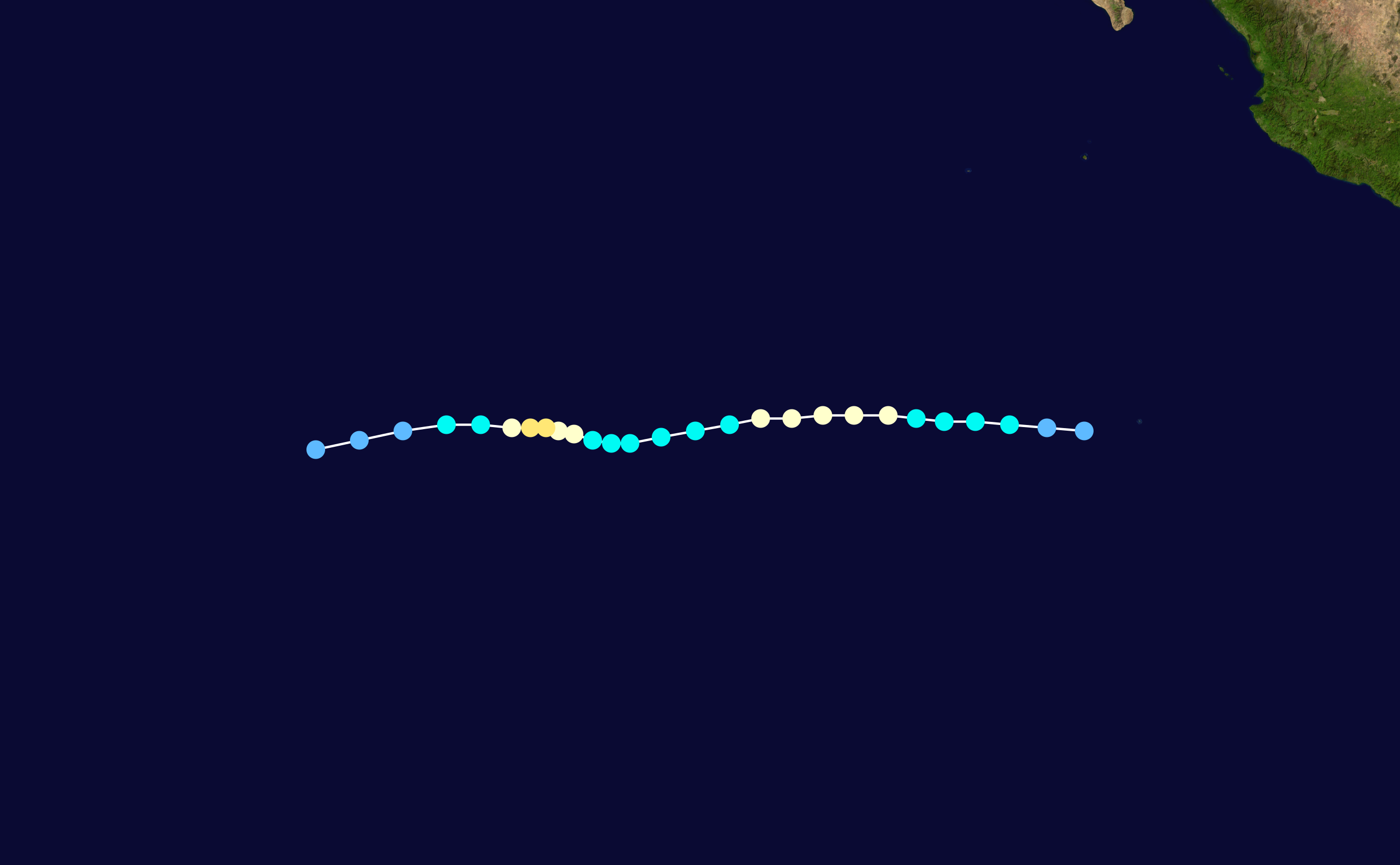
O caminho de Carlos

Uma circulação ciclônica de baixos níveis associada a uma área de baixa pressão a mais de 1.400 km a sul do extremo sul da Península da Baixa Califórnia, México, começou a mostrar sinais de organização assim que se desconectou da zona de convergência intertropical. Em 10 de julho, a circulação ciclônica e as áreas de convecção profunda já estavam bem organizadas para que o Centro Nacional de Furacões (NHC) classificasse o sistema para a quarta depressão tropical da temporada de furacões no Pacífico de 2009. Seguindo inicialmente para oeste, a depressão começou a se intensificar lentamente durante aquele dia, com duas proeminentes bandas de tempestade, embora o centro ciclônico estivesse situado numa área com poucas áreas de convecção profunda. O ciclone tropical continuou a formar mais áreas de convecção profunda, e mais tarde naquele dia, o sistema já estava bem organizado para ser declarado pelo NHC como a tempestade tropical "Carlos".

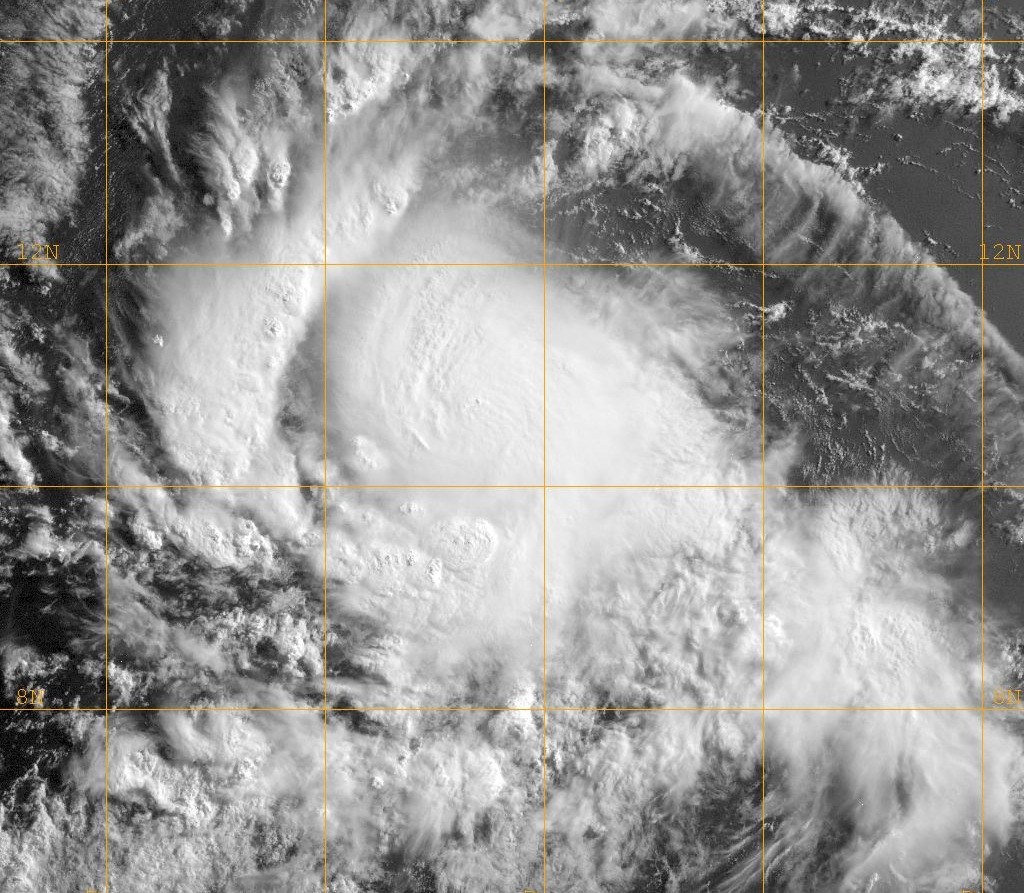
A tempestade tropical Carlos em 11 de julho

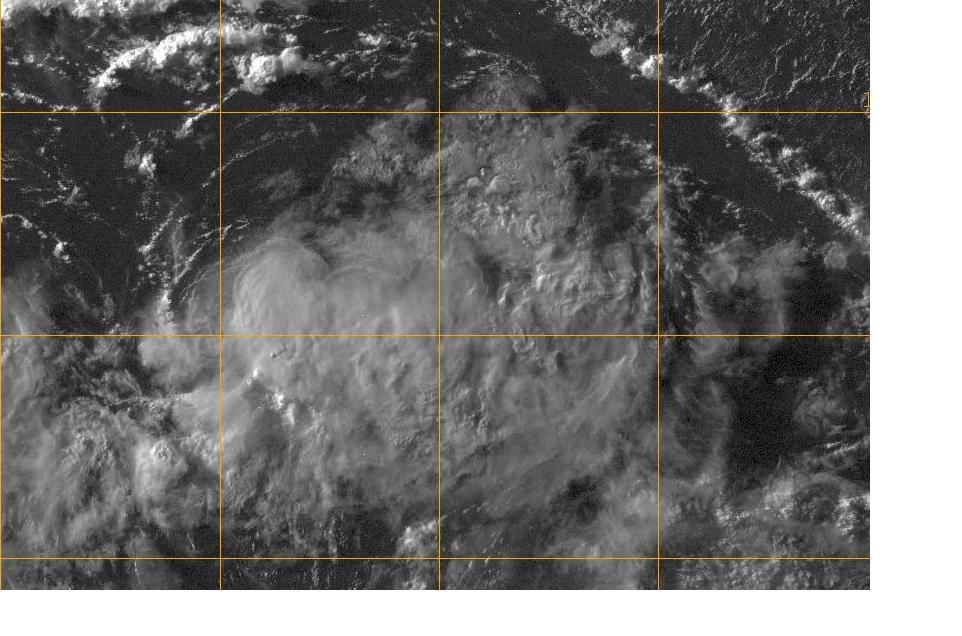
A enfraquecida tempestade tropical Carlos em 15 de julho

Em condições meteorológicas excelentes, tais como águas quentes e baixos cisalhamento do vento, Carlos continuou a se intensificar gradualmente. Durante o início da madrugada (UTC) de 11 de julho, Carlos começou a desenvolver um centro denso nublado, indicando que a tendência de intensificação não pararia. Após um breve período de estabilização da intensidade da tempestade durante a manhã e o início da tarde de 11 de julho, devido a mudanças na estrutura interna de Carlos, uma parede do olho começou a se formar no centro da circulação ciclônica, indicando a volta da tendência de intensificação de Carlos. A tendência de intensificação continuou durante o restante daquele dia, e o NHC classificou Carlos para o segundo furacão da temporada naquela noite (UTC) assim que o ciclone apresenta no seu centro de circulação uma estrutura semelhante a um olho.
Seguindo continuamente para oeste devido a influência de uma alta subtropical ao seu norte, Carlos parou de se intensificar devido novamente a mudanças internas na estrutura do furacão; seu olho desapareceu e a sua circulação ciclônica ficou pouco mais assimétrico, mesmo sob condições meteorológicas excelentes. A tendência de desorganização na estrutura interna continuou, e na tarde de 12 de julho, Carlos começou a se enfraquecer lentamente. Com isso, o NHC desclassificou Carlos para uma tempestade tropical naquela noite (UTC); a tendência de enfraquecimento ficou contra a todos os modelos de previsão de ciclones tropicais, que indicavam uma rápida intensificação do ciclone em meio a condições meteorológicas excelentes, como cisalhamento do vento quase nulo e águas quentes da superfície do oceano. A tendência de enfraquecimento do ciclone, mesmo sob condições meteorológicas excelentes para a sua, mostrou-se ser um "quebra-cabeça" para os especialistas em furacões do Centro Nacional de Furacões (NHC), que disseram:

[O enfraquecimento inexplicável do furacão] é outro exemplo de nossa falta de entendimento sobre as mudanças de intensidade dos ciclones tropicais— Todd Kimberlain e Richard Pasch, especialistas em furacões do Centro Nacional de Furacões (NHC)
No início da madrugada de 14 de julho, a tendência de enfraquecimento de Carlos parou, e a tempestade tropical manteve a sua intensidade estabilizada com ventos máximos sustentados de 85 km/h. Porém, a circulação ciclônica da tempestade estava embebida na zona de convergência intertropical, o que não favorecia a retomada de sua intensificação. No entanto, Carlos foi capaz de formar novas áreas de convecção profunda a partir da noite (UTC) de 14 de julho, e voltou a se intensificar gradualmente. Ao mesmo tempo, uma estrutura semelhante a um olho formou-se no centro de sua circulação ciclônica, indicando que a tempestade iria voltar a se fortalecer. Carlos manteve-se estável até a noite (UTC) de 14 de julho, quando voltou a se intensificar rapidamente. Um olho "buraco de alfinete" formou-se no centro da circulação ciclônica, e o NHC classificou o sistema novamente para um furacão.
Carlos continuou a se intensificar no restante daquele dia, e atingiu seu pico de intensidade durante a manhã (UTC) de 15 de julho, com ventos máximos sustentados de 165 km/h; naquele momento, Carlos era um furacão "anão" e anular, e seu olho media apenas 20 km/h de diâmetro. Estando a latitude de 10,2°N durante o seu pico de intensidade, Carlos tornou-se o mais intenso furacão a estar ativo a latitudes inferiores a 11°N desde que os registros confiáveis sobre furacões no Pacífico Nordeste começaram em 1966. No entanto, Carlos começou a se enfraquecer gradualmente a partir do meio-dia (UTC) de 15 de julho devido à contínua degradação de sua circulação ciclônica. Associado a isso, a chegada de cisalhamento do vento moderado começou a impactar negativamente o ciclone; suas áreas de convecção profunda foram removidas para leste de seu centro ciclônico. Como resultado, Carlos continuou a se enfraquecer, e o NHC o desclassificou para uma tempestade tropical naquela noite. Durante a manhã (UTC) de 16 de julho, o cisalhamento do vento já havia retirado praticamente todas as suas áreas de convecção profunda associadas ao sistema, deteriorando ainda mais a tempestade. Com isso, o NHC desclassificou Carlos para uma depressão tropical. O sistema continuou a se definhar em meio ao cisalhamento do vento moderado e atrelado à zona de convergência intertropical (ZCIT). Durante aquela tarde, não restava mais nada além de um pequeno giro ciclônico livre de nuvens do que foi outrora um furacão de categoria 2. Com isso, o NHC desclassificou Carlos para uma área de baixa pressão remanescente e emitiu seu aviso final sobre o sistema.

## Preparativos e impactos
Como Carlos não ameaçou ou atingiu regiões costeiras, nenhum alerta ou aviso de furacão ou tempestade tropical foi necessário. Pelo mesmo motivo, Carlos não causou qualquer impacto à sociedade humana. Além disso, nenhum navio ou estação meteorológica registrou a sua passagem; o furacão foi monitorado exclusivamente com base em imagens de satélite.